# Palazzo della Banca centrale del Lussemburgo
Il Palazzo della Banca centrale del Lussemburgo (in francese Palais de la Banque centrale du Luxembourg) è uno storico edificio della città di Lussemburgo in Lussemburgo, sede della Banca centrale del Lussemburgo.

## Storia
Il terreno su cui sorge l'edificio venne ricavato dallo smantellamento delle strutture della fortezza di Lussemburgo in seguito al trattato di Londra del 1867 e acquistato nel 1883 da Marie-Antoinette Collart, vedova di Charles Gillard, dallo stato lussemburghese per la somma di 18 mila franchi. Collart vi fece erigere la propria residenza, la Villa Gillard, i cui lavori di costruzione iniziarono nel 1883 e terminarono nel 1884.
Nel 1891, Collart diede la proprietà in affitto per un periodo di dieci anni alla Repubblica francese, che vi installò la sua ambasciata. Già nel 1898, tuttavia, la villa venne acquistata dalla Banque Internationale à Luxembourg per una cifra di 200 mila franchi, in vista di erigervi a fianco la propria nuova sede. Progettata dagli architetti Pierre e Paul Funck, i lavori di costruzione di quest'ultima cominciarono con la posa della prima pietra l'11 maggio 1901 e vennero conclusi nel 1902.
Nel 1962, la villa venne demolita per far spazio a un nuovo edificio per uffici che servisse da ampliamento per la banca. L'intero complesso venne acquistato nel 1998 dall'Istituto monetario lussemburghese, diventato la Banca centrale del Lussemburgo nel corso dello stesso anno.

## Galleria d'immagini

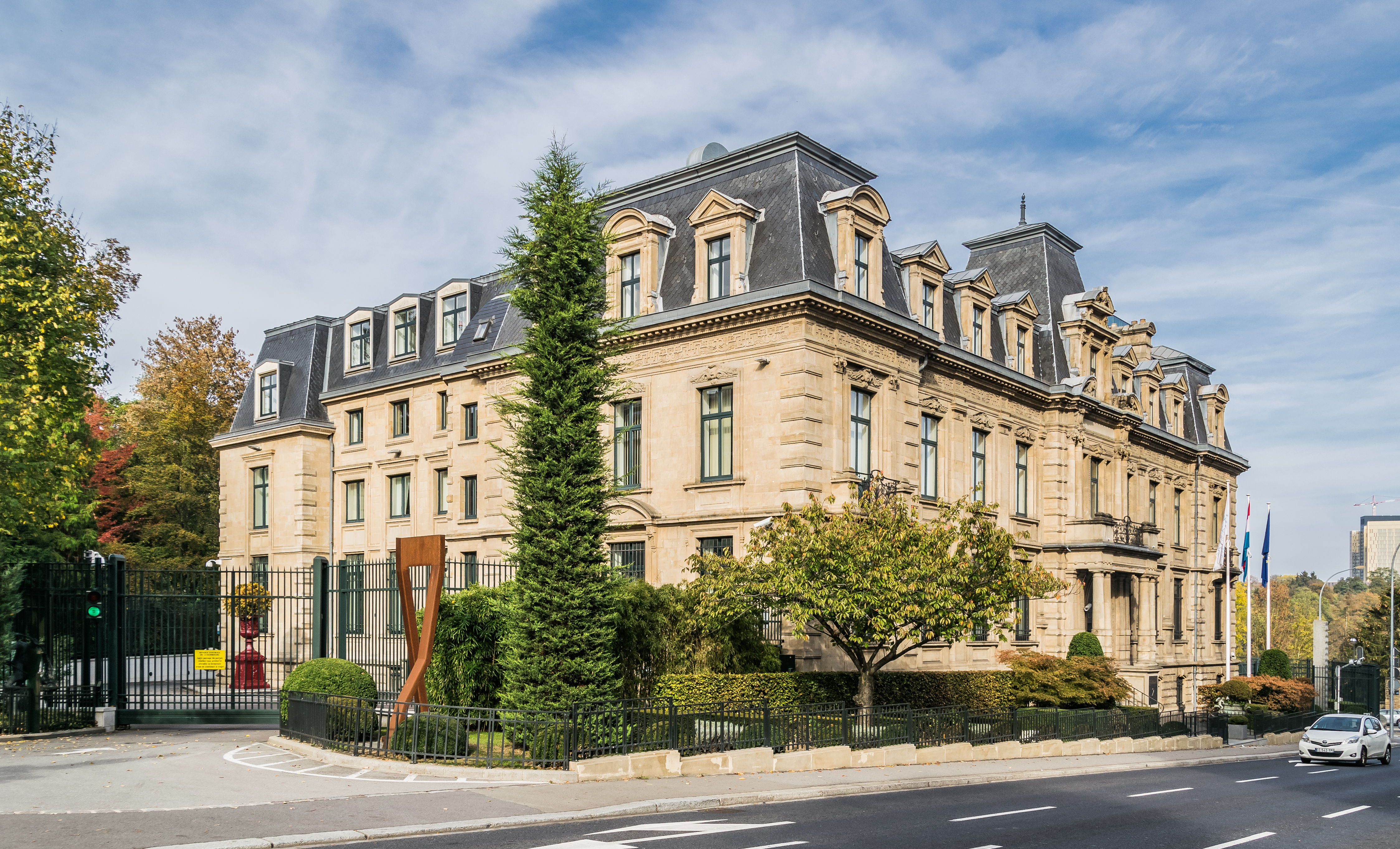
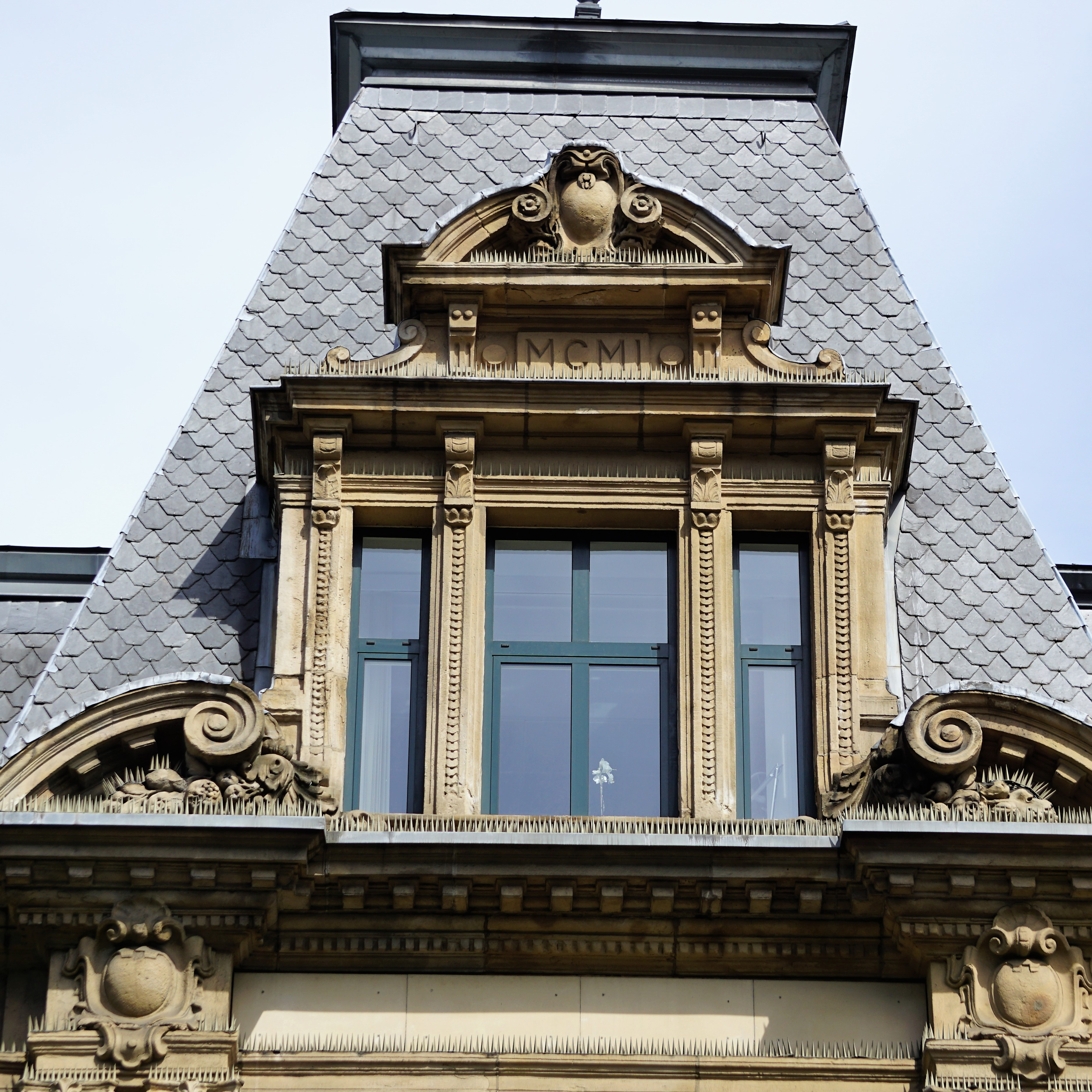
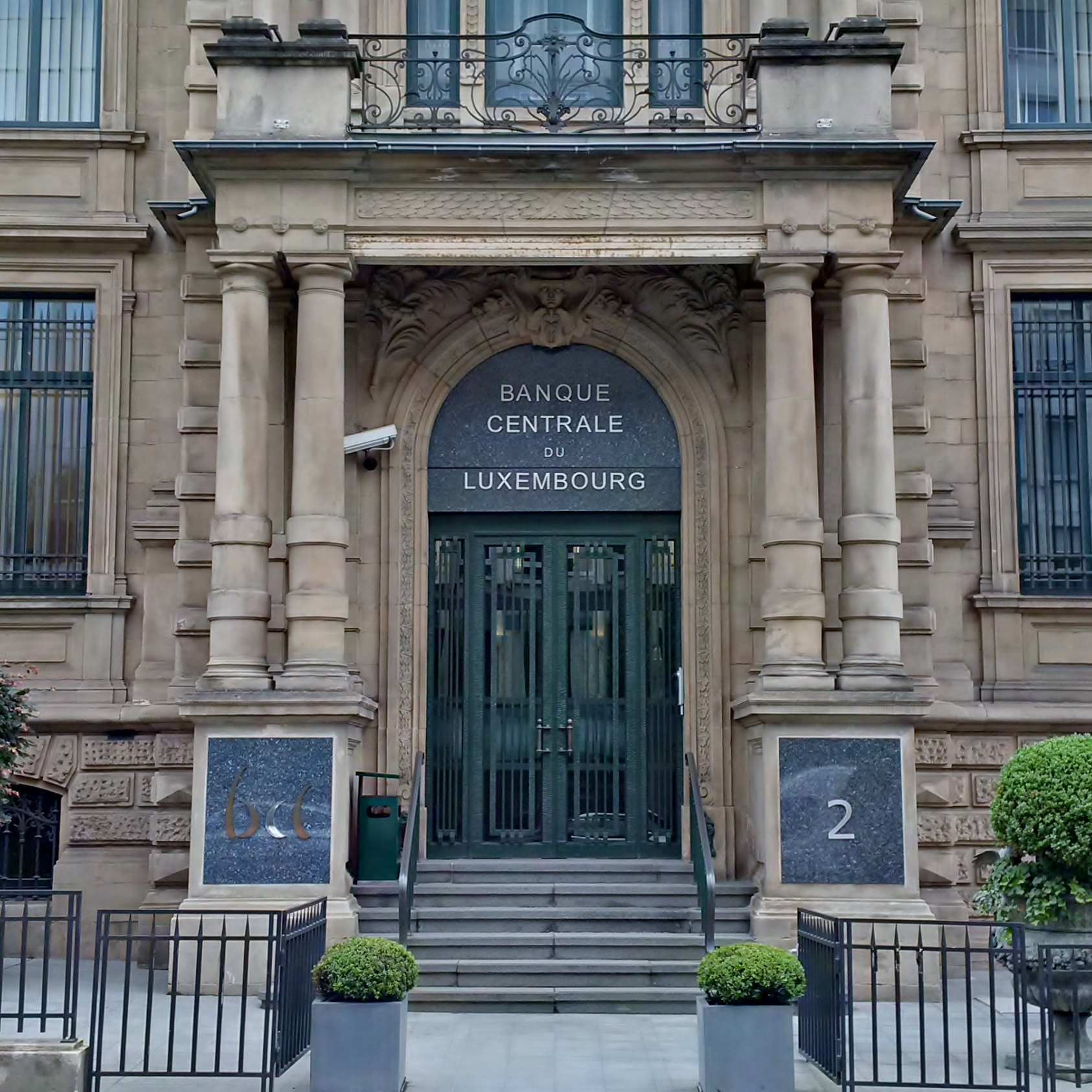